# ブーン・レイ駅

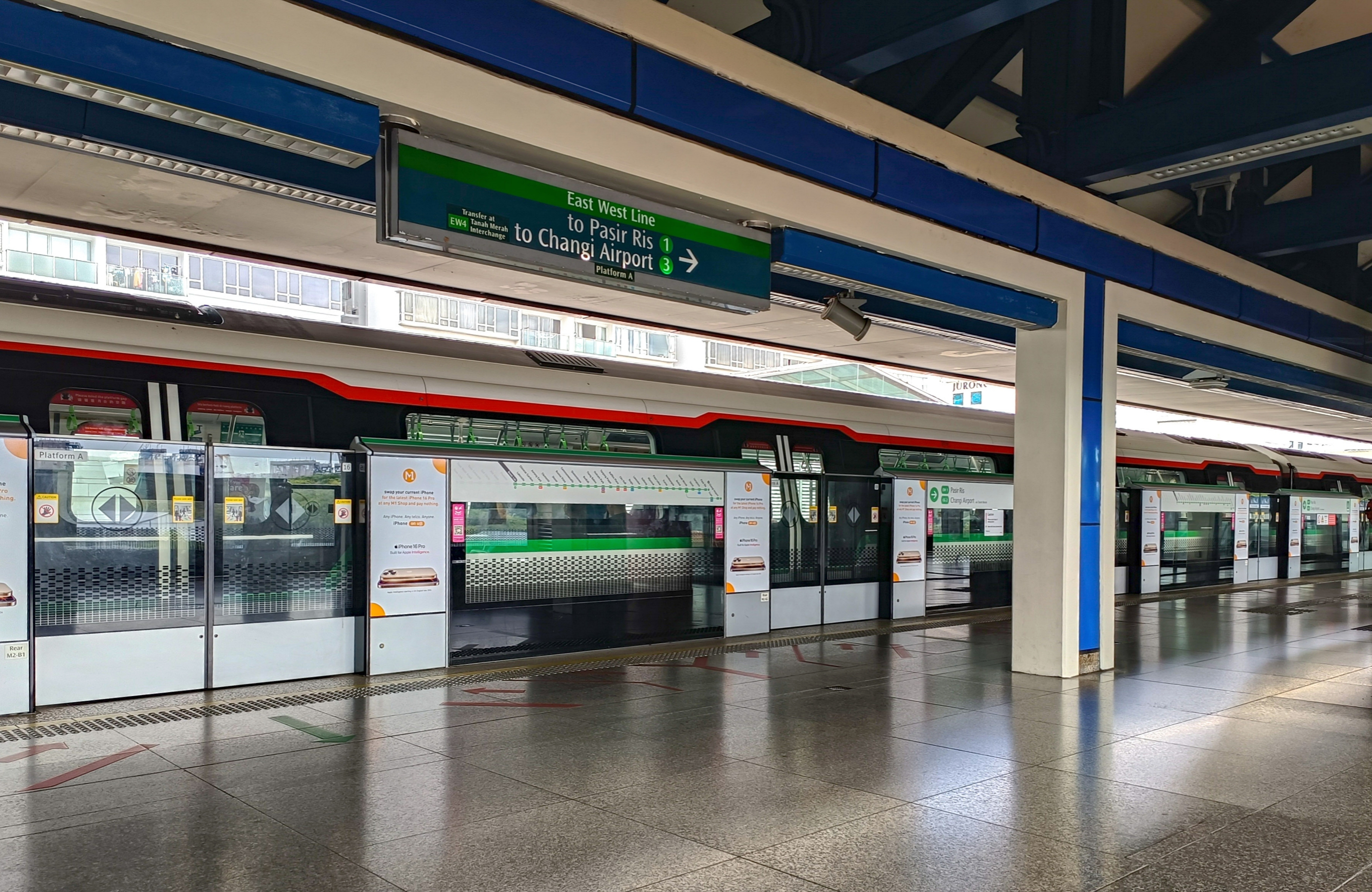
MRT ブーン レイ駅の内部と MRT 電車。

ブーン・レイ駅（ブーン・レイえき、英語: Boon Lay MRT Station）は、シンガポールにある、MRT東西線の高架駅。この駅はブーン・レイ以西の広大な工業地帯やジュロン・ウェスト・ニュータウンの最寄り駅なため乗降者が非常に多く、特にピークタイムの混雑はこれらの施設が関係している。

## 駅構造
島式1面2線のホームを持つ駅。
| A | ■東西線 | パシール・リス・チャンギ・エアポート方面 |
| B | ■東西線 | ジュー・クーン方面                       |

## 駅周辺
- DON DON DONKI Jurong Point店（2022年11月17日オープン[1]）

## 歴史
- 1990年7月6日 開業
- 2011年6月30日 ホームドアが運用開始

## 延伸計画
2009年2月28日、ジュー・クーン駅までの延伸により、このブーン・レイ駅は東西線の西の終着駅ではなくなった。Boon Lay MRT Extension (BLE)この工事は2005年の中ごろから工事が開始された。延伸区間は3.8kmで、パイオニア駅とジュー・クーン駅の2駅を含む。この延伸はジュロン・ウェストの住宅と工業地帯周辺へのアクセス性の向上と混雑緩和を目的としている。